# 재규격화군
양자장론과 응집물질물리학에서 재규격화군(再規格化群, renormalization group, 약자 RG) 또는 되맞춤군은 주어진 계가 서로 다른 눈금에서 관측하였을 때 서로 다른 현상이 나타나는 정도를 나타내는 수학적 도구다.:393 관찰하는 눈금이 달라지면서, 계의 각종 상수(결합 상수나 질량)가 유효적으로 변화한다. 이에 따라, 눈금에 따라 서로 다르게 보이는 유효 이론을 작성할 수 있다. 재규격화 변환은 가역변환이 아니므로 재규격화군은 수학적인 군이 아니라, 모노이드의 일종이다.:401

## 전개

### 주행 결합 상수와 베타 함수
양자장론에서 유한한 관측 가능량을 계산하려면 이론을 재규격화하여야 하는데, 재규격화 방법은 임의의 에너지 눈금 {\displaystyle \mu }에 의존한다. 이를 재규격화 눈금(renormalization scale)이라고 한다. 관측 가능량의 값들은 재규격화 눈금에 의존하지 않지만, 결합 상수는 직접적인 관측 가능량이 아니므로 사용하는 재규격화 눈금 {\displaystyle \mu }에 따라 값이 바뀐다. 이 현상을 결합 상수의 주행(走行, 영어: running of the coupling constant)이라고 한다.
결합 상수 {\displaystyle g}의 주행은 일반적으로 다음과 같은 꼴이다.:417
{\displaystyle {\frac {\partial g(\mu )}{\partial \mu }}={\frac {1}{\mu }}\beta (g)}.
여기서 함수 {\displaystyle \beta (g)}를 결합 상수 {\displaystyle g}의 베타 함수(β函數, 영어: beta function)라고 한다. 즉, 결합 상수의 주행은 베타 함수를 통해 나타낼 수 있다. (이는 수학에서의 베타 함수과는 관계없는 값이다.)
마찬가지로, 일반적인 국소 연산자 {\displaystyle O(x)}의 재규격화 인자 {\displaystyle O_{0}(x)=Z_{O}(\mu )O(x;\mu )}도 다음과 같이 나타낼 수 있다.:430
{\displaystyle \gamma (g)={\frac {\mu }{Z_{O}}}{\frac {\partial Z_{O}}{\partial \mu }}}.
여기서 함수 {\displaystyle \gamma (g)}를 비정상 차원(非正常次元, 영어: anomalous scaling dimension)이라고 한다.:427

### 캘런-쥐만치크 방정식
상관 함수 또한 관측 가능량이 아니므로 재규격화 눈금에 의존한다. 이는 다음과 같은 캘런-쥐만치크 방정식(-方程式, 영어: Callan–Symanzik equation)으로 나타낼 수 있다.:410 재규격화 눈금 {\displaystyle \mu }에서 {\displaystyle n}개의 입자가 결합 상수 {\displaystyle g}에 의존하여 상호 작용한다면, 이에 해당하는 상관 함수 {\displaystyle G^{(n)}(x_{1},\dots ,x_{n};\mu ,g)}은 다음과 같다.
{\displaystyle \left({\frac {\partial }{\partial \ln \mu }}+\beta (g){\frac {\partial }{\partial g}}+n\gamma (g)\right)G^{(n)}=0}.
여기서 {\displaystyle \gamma (g)}는 장의 비정상 차원이다. 만약 상관 함수가 여러 종의 장들을 포함한다면, 각 종마다 서로 다른 비정상 차원을 사용한다.
{\displaystyle \left({\frac {\partial }{\partial \ln \mu }}+\beta (g){\frac {\partial }{\partial g}}+n_{1}\gamma _{1}(g)+n_{2}\gamma _{2}(g)+\dotsb \right)G^{(n)}=0}.
마찬가지로, 상관 함수가 여러 개의 결합 상수에 의존한다면 각 결합 상수에 대한 베타 함수 항을 추가한다.

### 정확한 재규격화군 방정식
캘런-쥐만치크 방정식은 근사적이지만, 정확 재규격화군 방정식(exact renormalization group equation)도 존재한다. 대표적인 예로 윌슨 ERGE와 폴친스키 ERGE가 있다.

## 역사
1951년에 스위스의 수학자이자 이론물리학자 에른스트 카를 게를라흐 슈튀켈베르크와 프랑스의 이론 리학자 앙드레 페테르만(프랑스어: André Petermann)이 도입하였다.
1954년에 머리 겔만과 프랜시스 유진 로(영어: Francis Eugene Low)는 재규격화군을 양자 전기역학에 대하여 적용하였고, 이로부터 기본 전하의 재규격화를 유도하였다. 니콜라이 보골류보프(Никола́й Никола́евич Боголю́бов)와 드미트리 시르코프(Дми́трий Васи́льевич Ширко́в)는 1950년대에 "재규격화군"이라는 용어와 결합 상수의 주행을 나타내는 베타 함수를 도입하였다. (슈튀켈베르크와 페테르만은 "규격화군"(normalization group)이라는 용어를 사용하였다.)
캘런-쉬만치크 방정식은 미국의 물리학자 커티스 캘런과 독일의 물리학자 쿠르트 쥐만치크 가 독자적으로 발견하였다.
리오 카다노프와 케네스 윌슨 등이 이를 개선하고 응집물질물리학에 대하여 응용하였다. 이 공로로 윌슨은 노벨 물리학상을 수상하였다.

## 같이 보기
- 차단 (물리학)
- 재규격화
- 조절 (물리학)

## 참고 문헌
- Shirkov, Dmitrij V. (1999년 9월). “Evolution of the Bogoliubov renormalization group” (영어). arXiv:hep-th/9909024.
- Delamotte, Bertrand (2004년 2월). “A hint of renormalization”. 《American Journal of Physics》 (영어) 72 (2): 170–184. arXiv:hep-th/0212049. doi:10.1119/1.1624112.
- Hollowood, Timothy J. (2009). “Six lectures on QFT, RG and SUSY” (영어). arXiv:0909.0859.
- Stevenson, P. M. (1981년 4월 1일). “Dimensional Analysis in field theory”. 《Annals of Physics》 (영어) 132 (2): 383–403. doi:10.1016/0003-4916(81)90072-5.
- Gies, Holger (2012). 〈Introduction to the functional RG and applications to gauge theories〉. 《Renormalization group and effective field theory approaches to many-body systems》. Lecture Notes in Physics (영어) 852. Springer-Verlag. arXiv:hep-ph/0611146. doi:10.1007/978-3-642-27320-9_6. ISBN 978-3-642-27319-3.
- Kirkinis, Eleftherios (2012). “The renormalization group: a perturbation method for the graduate curriculum”. 《Society for Industrial and Applied Mathematics Review》 (영어) 54 (2): 374–388. doi:10.1137/080731967.

### 통계역학에서의 응용
- 김두철 (1983년 12월 25일). 《상전이와 임계현상》. 민음사. ISBN 89-374-3503-9.
- Fisher, Michael E. (1998). “Renormalization group theory: Its basis and formulation in statistical physics”. 《Reviews of Modern Physics》 (영어) 70 (2): 653–681. doi:10.1103/RevModPhys.70.653.
- Sfondrini, Alessandro. “An introduction to universality and renormalization group techniques” (영어). arXiv:1210.2262.
- Goldenfeld, Nigel (1992년 7월). 《Lectures on Phase Transitions and the Renormalization Group》 (영어). Frontiers in Physics. Boulder, Colorado: Westview Press. ISBN 978-0-201-55409-0.
- Zinn-Justin, Jean (2010년 5월 3일). “Critical Phenomena: field theoretical approach”. 《Scholarpedia》 (영어) 5 (5): 8346. doi:10.4249/scholarpedia.8346.
- Shankar, Ramamurti (2010년 7월 22일). “Renormalization group for non-relativistic fermions”. 《Scholarpedia》 (영어) 5 (9): 9575. doi:10.4249/scholarpedia.9575.
- Maris, H.J.; Leo P. Kadanoff (1978년 6월). “Teaching the renormalization group”. 《American Journal of Physics》 (영어) 46 (6): 652–657. doi:10.1119/1.11224.